# Yuan Zun
 (mai 2022).
La mise en forme du texte ne suit pas les recommandations de Wikipédia : il faut le « wikifier ».
Les points d'amélioration suivants sont les cas les plus fréquents. Le détail des points à revoir est peut-être précisé sur la page de discussion.
- Les titres sont pré-formatés par le logiciel. Ils ne sont ni en capitales, ni en gras.
- Le texte ne doit pas être écrit en capitales (les noms de famille non plus), ni en gras, ni en italique, ni en « petit »…
- Le gras n'est utilisé que pour surligner le titre de l'article dans l'introduction, une seule fois.
- L'italique est rarement utilisé : mots en langue étrangère, titres d'œuvres, noms de bateaux, etc.
- Les citations ne sont pas en italique mais en corps de texte normal. Elles sont entourées par des guillemets français : « et ».
- Les listes à puces sont à éviter, des paragraphes rédigés étant largement préférés. Les tableaux sont à réserver à la présentation de données structurées (résultats, etc.).
- Les appels de note de bas de page (petits chiffres en exposant, introduits par l'outil «  Source ») sont à placer entre la fin de phrase et le point final[comme ça].
- Les liens internes (vers d'autres articles de Wikipédia) sont à choisir avec parcimonie. Créez des liens vers des articles approfondissant le sujet. Les termes génériques sans rapport avec le sujet sont à éviter, ainsi que les répétitions de liens vers un même terme.
- Les liens externes sont à placer uniquement dans une section « Liens externes », à la fin de l'article. Ces liens sont à choisir avec parcimonie suivant les règles définies. Si un lien sert de source à l'article, son insertion dans le texte est à faire par les notes de bas de page.
- La présentation des références doit suivre les conventions bibliographiques. Il est recommandé d'utiliser les modèles {{Ouvrage}}, {{Chapitre}}, {{Article}}, {{Lien web}} et/ou {{Bibliographie}}. Le mode d'édition visuel peut mettre en forme automatiquement les références.
- Insérer une infobox (cadre d'informations à droite) n'est pas obligatoire pour parachever la mise en page.

Pour une aide détaillée, merci de consulter Aide:Wikification.
Si vous pensez que ces points ont été résolus, vous pouvez retirer ce bandeau et améliorer la mise en forme d'un autre article.
Yuan Zun est un manhua (bande dessinée chinoise) adaptée du light novel chinois éponyme écrit par Tian Can Tu Dou (Li Hu de son vrai nom). Il est dessiné par Dr. Da Ji et scénarisé par Li Hu.
Yuan zun est publié en Chine par Zhi Yin Man Ke. Le titre compte à ce jour 402 chapitres et 12 tomes depuis le début de sa parution, en 2017, et est toujours en cours.
Il est édité en France par Maned depuis juillet 2021 et a aujourd'hui 4 tomes en circulation. La série est distribuée par Mangas.IO, Izneo, Toomics, Lalatoon, Piccoma et Youscribe en numérique, et Makassar et Anipassion J.

## Synopsis
Yuan est le prince héritier du grand empire Zhou.
Il devait naître avec la bénédiction du dragon sacré et mener sa famille vers un nouvel âge d’or, mais à cause d’une prophétie, le grand empire Wu se rebella et attaqua les Zhou pour leur voler la bénédiction.
Tout commence avec un prince incapable de s’entraîner aux arts martiaux et un empire menacé de l’intérieur et de l’extérieur.
Yuan Zun est l’histoire d’un prince qui cherche à sauver sa famille dans un monde médiéval plein de magie.

## Light Novel
Yuan Zun est écrit par l'écrivain à succès Tian Can Tu Dou, de son vrai nom Li Hu. La série s'est terminé au bout de 1497 chapitres, en 2021. Elle a été publiée en Chine sur Qidian. La série n'est pas traduite en français.

## Manhua
Yuan Zun est adapté en manhua depuis 2017 par Dr. Da Ji et compte aujourd'hui 402 chapitres ainsi que 12 tomes. La version française est publiée par Maned depuis juillet 2021, avec 4 tomes existants aujourd'hui. Le titre est toujours en cours de parution dans ces deux langues.

### Liste des volumes du manhua en français
| n° | date de sortie   | ISBN              |
| -- | ---------------- | ----------------- |
| 1  | 16 juillet 2021  | 978-2-492295-75-1 |
| 2  | 16 juillet 2021  | 978-2-492295-76-8 |
| 3  | 26 novembre 2021 | 978-2-492295-77-5 |
| 4  | 25 février 2022  | 978-2-492295-78-2 |

## Séries du même auteur
En plus de Yuan Zun, Tian Can Tu Dou a également écrit d'autres light novels qui se passent dans le même monde. Ces séries sont Battle Through the Heavens, Martial Universe, et The Great Ruler. The Great Ruler peut être considéré comme étant la suite des trois autres séries. Elles ont toutes une adaptation en manhua.